# Aglais selysi
Aglais selysi är en fjärilsart som beskrevs av Donckier de Douceel 1881. Aglais selysi ingår i släktet Aglais och familjen praktfjärilar. Inga underarter finns listade i Catalogue of Life.